# FK Vilnius
Futbolo klubas "Vilnius" é um clube de futebol profissional lituano da cidade de Vilnius que joga o Pirma lyga.

## História
O Futbolo klubas "Vilnius" foi fundado em 2019.

## Participação noCampeonato Lituano
| Temporada | Nível | Campeonato | Lugar | Ref               |
| --------- | ----- | ---------- | ----- | ----------------- |
| 2019      | 2.    | Pirma lyga | 11.   | [ 7 ] [ 8 ] [ 2 ] |

## Equipamentos

### Equipamentos anteriores
- 2019

| Vilnius | Vilnius | Vilnius |

## Elenco Atual
Última atualização: 27 de janeiro de 2020 (UTC).

### Plantel atual
Nota: Bandeiras indicam equipe nacional, conforme definido pelas regras de elegibilidade da FIFA. Os jogadores podem ter mais de uma nacionalidade não-FIFA.
| 1  | Lituânia | G | Dominykas Valeckas     |  |  |  |  |  |
| 12 | Lituânia | G | Alanas Kalinauskas     |  |  |  |  |  |
|    |          |   |                        |  |  |  |  |  |
| 6  | Lituânia | D | Haroldas Šidlauskas    |  |  |  |  |  |
| 18 | Lituânia | D | Karolis Pupeikis       |  |  |  |  |  |
| 28 | Lituânia | D | Povilas Kalimavičius   |  |  |  |  |  |
| 29 | Lituânia | D | Edvinas Morinas        |  |  |  |  |  |
| 47 | Lituânia | D | Aldas Korsakas         |  |  |  |  |  |
|    |          |   |                        |  |  |  |  |  |
| 4  | Lituânia | M | Deividas Kovger        |  |  |  |  |  |
| 10 | Lituânia | M | Daimonas Apitionokas   |  |  |  |  |  |
| 11 | Lituânia | M | Julius Kibirkštis      |  |  |  |  |  |
| 22 | Lituânia | M | Povilas Malinauskas    |  |  |  |  |  |
| 27 | Lituânia | M | Andrius Kondratovič    |  |  |  |  |  |
| 96 | Lituânia | M | Radoslav Rusecki       |  |  |  |  |  |
| 99 | Lituânia | M | Erik Motuz             |  |  |  |  |  |
|    |          |   |                        |  |  |  |  |  |
| 8  | Lituânia | A | Klaudiuš Jarmal Hubert |  |  |  |  |  |